# Pałac książąt oleśnickich we Wrocławiu
Pałac książąt oleśnickich (Dom książąt oleśnickich) – dawny, pałac znajdujący się przy ul. Wita Stwosza we Wrocławiu. Rozebrany w 1760, a w jego miejsce wzniesiono Pałac Hatzfeldów.

## Historia

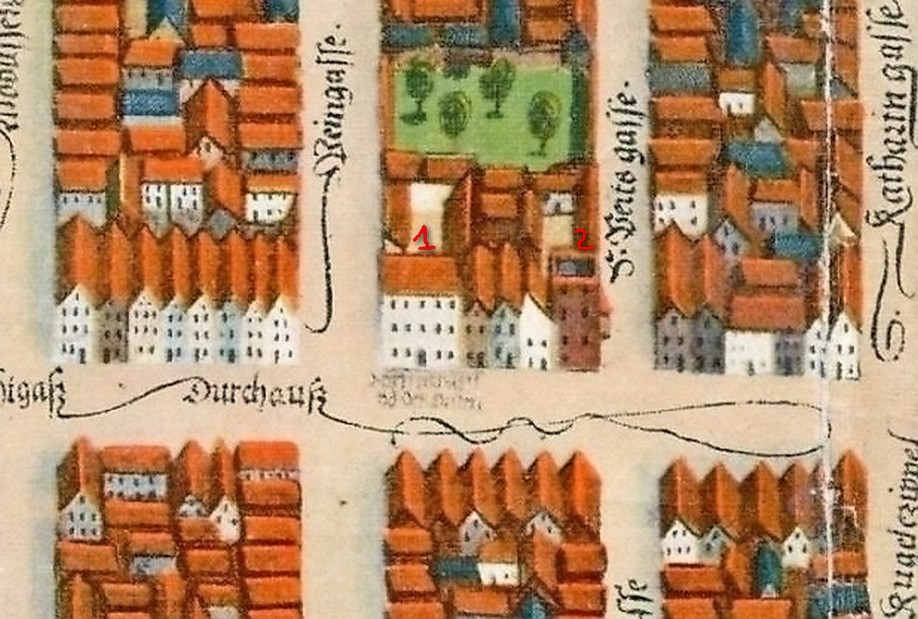
Fragment mapy plan Wrocławia z 1562 z widocznym dawnym domem zajezdnym książąt oleśnicko-brzeskich (nr 1). Numerem 2 zaznaczony jest dwór wieżowy księcia brzeskiego Ludwika I z 1364. W XVIII wieku w tym miejscu wzniesiono pierwszy pałac Hatzfeldtów

Pałac książąt oleśnickich został wzniesiony na działce, gdzie wcześniej już w średniowieczu, do końca XIV wieku, znajdował się książęcy browar Księcia brzeskiego Ludwika I. Pod koniec XV wieku działka należała do Podiebradów ziębicko-oleśnickich. W połowie XVI wieku na działce został wzniesiony murowany, trójkondygnacyjny, o pięciu osiach okiennych dom. Budynek został umieszczony na planie Wrocławia Barthela Weihnera z 1562 roku jako Fürstenhauss v. der Oelssen.    
Na początku XVII wieku z inicjatywy księcia Karola II lub jego synów Henryka Wacława i Karola Fryderyka budynek został gruntownie przebudowany w stylu renesansowym. Wejście ozdabiał bogaty portal, okna piano nobile były wykończone na przemian trójkątnymi i odcinkowymi naczółkami. Największe zmiany dokonano w górnej części pałacu zmieniając je w dekoracyjne piętro attykowe ze szczytowymi facjatami. Od strony ulicy Krowiej do pałacu dobudowane zostało skrzydło a za nim znajdowała się brama umożliwiająca wjazd na tylny dziedziniec.
W 1672 roku właścicielem pałacu była księżna Elżbieta Maria a po jej śmierci w 1686 trafił do rąk, w drodze podziałów spadkowych, księcia Sylwiusza Fryderyka oleśnickiego. Z jego zlecenia wykonano wówczas przebudowę budynku na okazałą rezydencje. Attykowe piętro zostało przebudowane na czwartą kondygnację i zaopatrzono ją w galerię widokową zamkniętą od frontu balustradą. Na elewacji, na wysokości drugiej i trzeciej kondygnacji, pomiędzy oknami wykonano dekorację stiukową w formie pęków kwiatowo-owocowych. Ponad trzecią kondygnacją biegła tralkowa balustrada a na jej postumentach umieszczone zostały wazy i popiersia. Nad czwartą kondygnacją, w osi środkowej, znajdowała się facjata z godłem rodowym. Pałac został uwieczniony na rysunku Johanna Stridbecka młodszego z 1691 roku.
W 1688 roku Sylwiusz Fryderyk podarował pałac swojej żonie Eleonorze Karolinie von Württemberg-Mömpelgard. W 1724 budynek kupiła jej kuzynka księżna Julianne Sibylle Charlotte, żona Karola Fryderyka Wirtemberskiego. W 1735 roku pałac odziedziczyła jej siostra księżna Hedwig Friderike zu Anhalt-Zerbst. Kolejnymi właścicielami pałacu był hrabina Christianie Dorothei von Hochberg (1739-1743), baron Ernst Friedrich von Kittlitz (1743-1751), baronowa Karoline Elisabeth von Sierstorpff. Od baronowej pałac odkupił hrabia Franz Philipp Adrian von Hatzfeld.
Budynek został rozebrany w 1760 roku po pożarze sąsiedniego pierwszego domu Hatzfeldów a w jego miejsce, w latach 1765-1774 wzniesiono Pałac Hatzfeldów.